# شیزند
شیزند، روستایی از توابع بخش خرمدشت شهرستان تاکستان در استان قزوین ایران است.

## جمعیت
این روستا در دهستان افشاریه قرار دارد و براساس سرشماری مرکز آمار ایران در سال ۱۳۸۵، جمعیت آن ۱٬۰۷۶ نفر (۲۹۳خانوار) بوده‌است.زبان مردم روستا ترکی آذربایجانی با لهجه محلی است.

## زلزله سال ۱۳۴۱
در زلزله سال ۱۳۴۱ بوئین زهرا ۸۰ الی ۹۰ درصد منازل تخریب شد و عده زیادی فوت شدند همچنین روستای همجوار یعنی کشمرز به طور کامل با خاک یکسان گردید
- «نتایج سرشماری عمومی نفوس و مسکن ۱۳۸۵». درگاه ملی آمار ایران. بایگانی‌شده از اصلی در ۱ ژانویه ۲۰۱۳. دریافت‌شده در ۱ ژانویه ۲۰۱۳.